# Colla de Sant Medir Monumental
La Colla de Sant Medir Monumental, o simplement Monumental, és una colla de Sant Medir fundada la dècada de 1940 i que forma part de la Federació de Colles de Sant Medir.
L'agrupació va començar a conformar-se ja el 1947 en el desaparegut Cafè Monumental del carrer Gran de Gràcia impulsada per Ramon Lloret i Miralles, pastisser i primer president; Josep Cabanes, repartidor de llet; Joan Joé, tripaire amb parades al mercat. A aquests, s'hi sumà Frederic Vallès, l'amo del bar, i Francesc Milà, primer secretari de la Colla i president de la Federació durant el període 1961-1962. La tramitació oficial de l'entitat rebia oficialment el vistiplau del Bisbat de Barcelona, l'11 de maig de 1948, mentre que el 14 de desembre del mateix any aconseguia l'aprovació definitiva del Departament d'Associacions del Govern Civil de Barcelona.
Un dels seus primers acords va ser la confecció de la bandera de la colla, la qual fou encarregada als artistes de Gràcia senyora Marcos i senyor Arisa. El 8 de desembre de 1948, la bandera va ser beneïda a la parròquia de Santa Maria de Jesús de Gràcia, on actuaren com a padrins la senyora Carme Pubill de Parareda i el senyor Clemente Parareda i Artigas. El 3 de març de 1949, la colla feia la seva primera sortida.
La Monumental va ser la primera colla a usar vehicles de tracció mecànica en lloc de sang per a desfilar en romeria pels carrers de la Vila. El motiu del canvi fou que en la primera sortida els breaks que arribaren el dia de la festa presentaven un estat prou deficient perquè alguns dels romeus es neguessin a pujar-hi. Un altre dels fets cabdals de la Monumental, i a més defensat amb certa contundència, fou la no admissió de dones a la colla, perquè consideraven que era una festa només per a homes, fins a l'any 1961, moment en què, obligats per les circumstàncies —per una banda eren la darrera colla que no les admetia, i per altra l'augment dels drets de les dones—, canviaren la seva posició. Les primeres sòcies foren Montserrat Alemany, Montserrat Bellver, Enriqueta Rodríguez i Marta Carsi.
Arribats al 1984, i després de la promesa feta al Sant per Josep Aragonès i Zafra de fer el romiatge a peu fins a l'ermita de Sant Medir el diumenge previ a la Festivitat (3 de març). Després d'aquest primer pelegrinatge del president de la Colla d'aquell moment va quedar instaurat per a tota la colla a partir de l'any següent. Aquesta iniciativa s'anà popularitzant i expandint progressivament a altres colles, fins al punt que fou incorporada als actes de la Federació. Una de les parades que es fa és la visita a la tomba de Josep Vidal i Granés, forner i primer romeu de la Festivitat, al cementiri de Sant Genís dels Agudells.
Una altra de les particularitats de la colla fou la reproducció de l'ermita a escala, que, muntada sobre una plataforma, va sortir en les desfilades dels anys 1987 i 1988. El 1989 fou substituïda per la imatge de Sant Medir, una plataforma que finalment va haver de ser retirada, en ser reiteradament colpejada per alguns assistents que li llançaven caramels, com si es tractés de pedres. Quant a les banderes, el 1987 es va substituir la primera per una de nova pintada i feta per les monges benedictines de PuigGraciós.